# Pangasius myanmar
Pangasius myanmar és una espècie de peix de la família dels pangàsids i de l'ordre dels siluriformes present a Rangun (Myanmar).
Els mascles poden assolir els 23 cm de llargària total.